# Mogölen (Ingatorps socken, Småland)
Mogölen är en sjö i Eksjö kommun i Småland och ingår i Emåns huvudavrinningsområde.